# Andreas Sigismund Marggraf
Andreas Sigismund Marggraf (Berlim, 3 de março de 1709 - 7 de agosto de 1782) foi um químico alemão e pioneiro da química analítica em Berlim, que era então a capital de Brandemburgo, um importante principado do Sacro Império Romano-Germânico. Ele isolou o elemento zinco em 1746 por aquecimento de calamina. Embora ele não foi o primeiro a fazê-lo, é creditado a Marggraf a descrição do processo e estabelecimento da teoria básica. Em 1747, Marggraf anunciou a descoberta de açúcar na beterraba e inventou um método usando álcool para extraí-lo . Seu aluno Franz Achard mais tarde desenvolveu um método industrial econômico para extrair o açúcar em sua forma pura.